# Brunonis de bello Saxonico liber
Brunonis de bello Saxonico liber (Brunos Buch vom Sachsenkrieg) ist eine prosächsische Parteischrift über die Auseinandersetzungen Heinrichs IV. mit den Sachsen.
Der Verfasser Bruno war Kleriker und gehörte zum engeren Umfeld des Erzbischofs Werner von Magdeburg. Nach dessen Tod trat er in den engeren Kreis des Bischofs Werner von Merseburg über. Ihm widmete er sein Werk. Vermutet wurde, dass Bruno mit dem in den beiden Urkunden Hermanns von Salm genannten Kanzler Bruno übereinstimmt.
Das Werk beschreibt nach einem Prolog und einem einleitenden Überblick in 15 Kapiteln die Jugendjahre Heinrichs IV., dann die Vorgeschichte des sächsischen Aufstandes und schließlich den Sachsenkrieg von 1073 bis zur Erhebung Hermanns von Salm als Gegenkönig am 26. Dezember 1081. Allgemein wird angenommen, dass Bruno sein Werk Anfang 1082 abschloss, da aus einer Erwähnung Ottos von Northeim († 11. Januar 1083) im letzten Kapitel hervorgeht, dass letzterer zur Zeit der Niederschrift noch am Leben war. Doch ist nach Franz-Josef Schmale fraglich, ob das Buch mit seinem nicht eindeutigen Schlusspunkt in seiner ursprünglichen und vollständigen Gestalt der Nachwelt überliefert ist. Sicher ist, dass Bruno sein Werk nach dem 26. Dezember 1081 abschloss und vor dem 11. oder 12. Januar 1093, dem Todestag Werners von Merseburg, diesem überreicht haben muss.
In seiner Darstellung sah Bruno alles Recht bei den Sachsen und lastete dem König und seinen Helfern jegliches Unrecht an. Zeitweilig wurde Brunos Buch vom Sachsenkrieg dadurch jeglicher Quellenwert abgesprochen. Als Quellen waren für seine Darstellung besonders mündliche Berichte bedeutsam und vor allem wohl Auskünfte des Erzbischofs Werner von Magdeburg. Möglicherweise standen ihm die Annalen von Lampert von Hersfeld zur Verfügung, da sich sein Werk mit deren Darstellung oftmals eng berührt. Brunos Buch fand in seiner Zeit keine Verbreitung und ist nur durch den Verfasser der Gesta archiepiscoporum Magdeburgensium, der Chronik des sogenannten Annalista Saxo und der Nienburger Annalen des Abtes Arnold von Kloster Berge bei Magdeburg und Nienburg erhalten geblieben. Abt Arnold hat dieses Werk vollständig in seine 1143/44 verfassten Gesta und um 1152 in das Annalista Saxo aufgenommen.
Nach Gerd Althoff war Brunos Buch eine „Anklageschrift..., die die Form von Geschichtsschreibung hat“. Sie dient wesentlich dem Zweck, das, was die Sachsen gegen den König Heinrich IV. vorzubringen hatten, festzuhalten und aufzulisten. Die Anklageschrift sollte Beweise für die Notwendigkeit liefern den König abzusetzen. Diese Funktion als Quelle erschließt Althoff aus Brunos Erzählung über die Unterredung zwischen den Heinricianern und ihren Gegnern im Februar 1081 im Kaufunger Wald. Die fingierte Rede des Erzbischofs Gebhard von Salzburg am Ende von Brunos Sachsenbuch (c. 127) sollte die notwendigen Argumente im Verhandlungskontext für die sächsische Position zusammenfassen. Althoffs Ausführungen über den pragmatischen Nutzen der Quelle hat Wolfgang Eggert widersprochen. Eggert hat auf die verschiedenen Blickwinkel (regional eingeschränkt allein auf Sachsen, dann wieder auf das ganze Reich) und die formalen Elemente (vorzügliche Sprache, einwandfreie Grammatik, exakte Wiedergabe von Sachverhalten) hingewiesen, die es fraglich erscheinen lassen, dass es sich bei Brunos Buch vom Sachsenkrieg allein um Argumentationsmaterial handele. Eggert gibt außerdem zu bedenken, warum Bruno die Mühe einer umfangreichen Geschichtsschreibung auf sich nehmen hätte sollen, wenn die Form der Streitschrift für ein „Reservoir an Argumenten“ weitaus besser geeignet gewesen wäre. Eggert verweist hinsichtlich des pragmatischen Nutzens auf eine bereits von Wilhelm von Giesebrecht 1890 formulierte Vermutung. Bruno hätte in seinem Buch deutlich gemacht, dass eine gültige Alternative zu dem unseligen Wirken Heinrichs nicht zu vermeiden war.

## Werkausgaben
- Brunos Buch vom Sachsenkrieg (= Monumenta Germaniae Historica. Deutsches Mittelalter. Bd. 2). Neu bearbeitet von Hans-Eberhard Lohmann. Hiersemann, Leipzig 1937 (Digitalisat)
- Franz-Josef Schmale, Irene Schmale-Ott (Hrsg.): Quellen zur Geschichte Kaiser Heinrichs IV. Wissenschaftliche Buchgesellschaft, Darmstadt 2006 (= Ausgewählte Quellen zur deutschen Geschichte des Mittelalters Freiherr vom Stein-Gedächtnisausgabe. Band 12). 5. Auflage, unveränderter Nachdruck der 4. Auflage, Darmstadt 2006, ISBN 3-534-19876-X. (enthält das Brunonis de bello Saxonico liber. Brunos Buch vom Sachsenkrieg (S. 191–404))